# Crewe Hall
Crewe Hall est un manoir jacobéen situé près de Crewe Green, à l'est de Crewe, dans le Cheshire, en Angleterre. Décrit par Nikolaus Pevsner comme l'une des deux plus belles maisons jacobines du Cheshire, il est classé au grade I. Construit en 1615-1636 pour Sir Randolph Crewe, c'est l'une des plus grandes maisons du comté au XVIIe siècle et aurait "amené Londres dans le Cheshire".
La maison est agrandie à la fin du XVIIIe siècle et modifiée par Edward Blore au début de l'ère victorienne. Elle est largement restaurée par Edward Middleton Barry après un incendie en 1866 et est considérée comme l'une de ses meilleures œuvres. Parmi les autres artistes et artisans employés lors de la restauration figurent John Birnie Philip (en), JG Crace, Henry Weekes (en) et la société Clayton and Bell. L'intérieur est richement décoré et contient de nombreux exemples de sculptures sur bois, de cheminées et de plâtres, dont certains datent de la période jacobéenne.
Le parc est aménagé au XVIIIe siècle par Capability Brown, William Emes, John Webb et Humphry Repton, et des jardins à la française sont conçus par William Andrews Nesfield au XIXe siècle. Sur le domaine se trouvent des cottages conçus par le fils de Nesfield, William Eden Nesfield, que Pevsner considère comme ayant introduit des fonctionnalités telles que la pose de carreaux et le pargetting dans le Cheshire. Le quadrilatère des écuries est contemporain de la maison et est classé au grade II*.
La maison est restée le siège de diverses branches de la famille Crewe jusqu'en 1936, date à laquelle le terrain est vendu au Duché de Lancastre. Il sert de bureaux après la Seconde Guerre mondiale, comme siège à la Fondation Wellcome pendant près de trente ans. Depuis 2019, il est utilisé comme hôtel, restaurant et club de santé.

## Histoire

### Sir Randolph Crewe, La guerre civile et la restauration

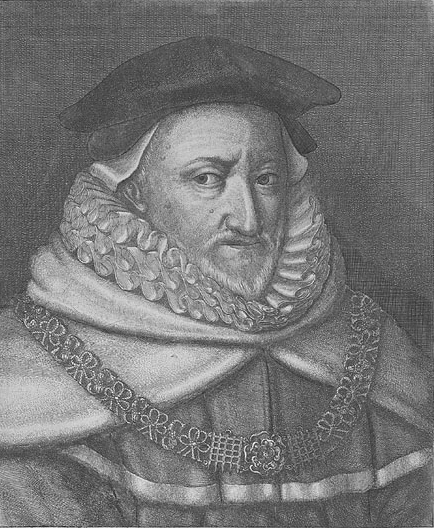
Sir Randolph Crewe

Crewe est le siège de la famille de Crewe (ou de Criwa) aux XIIe et XIIIe siècles; ils y construisent un manoir à Pan de bois vers 1170,,. Le manoir passe à la famille de Praers de Barthomley en 1319 par le mariage de Johanna de Crewe avec Richard de Praers. Plus tard au XIVe siècle, il passe à la famille Fouleshurst (ou Foulehurst), qui détient le manoir conjointement avec celui de Barthomley jusqu'en 1575 environ, date à laquelle le domaine est dispersé. Des problèmes juridiques entraînent l'acquisition des terres par Christopher Hatton, dont l'héritier Ranulph Crewe (1559-1646) achète un vaste domaine comprenant les manoirs de Crewe, Barthomley et Haslington en 1608 pour plus de 6 000 £ (1.22 million £ aujourd'hui).
Né dans la ville voisine de Nantwich, réputé être le fils d'un tanneur, Sir Randolph (ou Ranulph) gravit les échelons de la profession juridique pour devenir juge, député et président du Parlement. Sa fortune découle de sa pratique réussie à la cour de chancellerie et dans d'autres tribunaux de Londres. Il sert brièvement comme Lord Chief Justice en 1625–1626, mais est démis de ses fonctions par Charles Ier pour son refus d'approuver un emprunt forcé sans le consentement du parlement. Il partage sa retraite forcée entre sa maison de Londres et le domaine de Crewe. En 1615, il commence à construire une maison substantielle à Crewe soit à côté de la vieille maison, qui est alors en mauvais état, soit après l'avoir démolie,,.

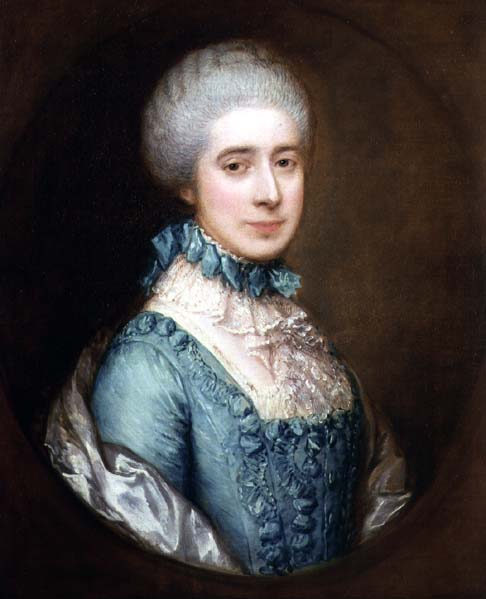
Frances Crewe, de Thomas Gainsborough

Quelques années après l'achèvement de la maison en 1636, la guerre civile éclate. Comme la plupart des familles importantes du Cheshire, la famille Crewe est parlementaire et la maison sert de garnison. En décembre 1643, les forces royalistes sous le commandement de Lord Byron occupent la région alors qu'elles entourent Nantwich, un important bastion parlementaire au début de la Première Guerre civile. Le 4 février 1644, peu après la victoire décisive des parlementaires à la bataille de Nantwich, la maison est reprise par les forces de Thomas Fairfax,.
Sir Randolph Crewe meurt quelques années plus tard, avant la fin de la Première Guerre civile. Sa lignée masculine s'éteint en 1684 et la maison passe à la famille Offley par le mariage de l'arrière-petite-fille de Sir Randolph, Anne Crewe, avec John Offley de Madeley Old Manor, Staffordshire. Leur fils aîné, également John (1681–1749), prend le nom de Crewe en 1708,. La famille Offley-Crewe est très riche à cette époque : les revenus de John Offley Crewe à sa mort sont estimés à 15 000 £ par an. Tant John Offley Crewe que son fils John Crewe (1709–1752) sont députés pour le Cheshire.

### Barons Crewe et marquis de Crewe

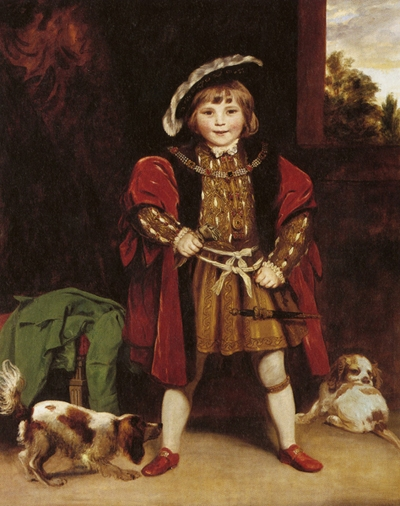
John Crewe (2e baron Crewe) enfant, par Joshua Reynolds ("Portrait de Master Crewe en tant que Henri VIII "), v. 1775.

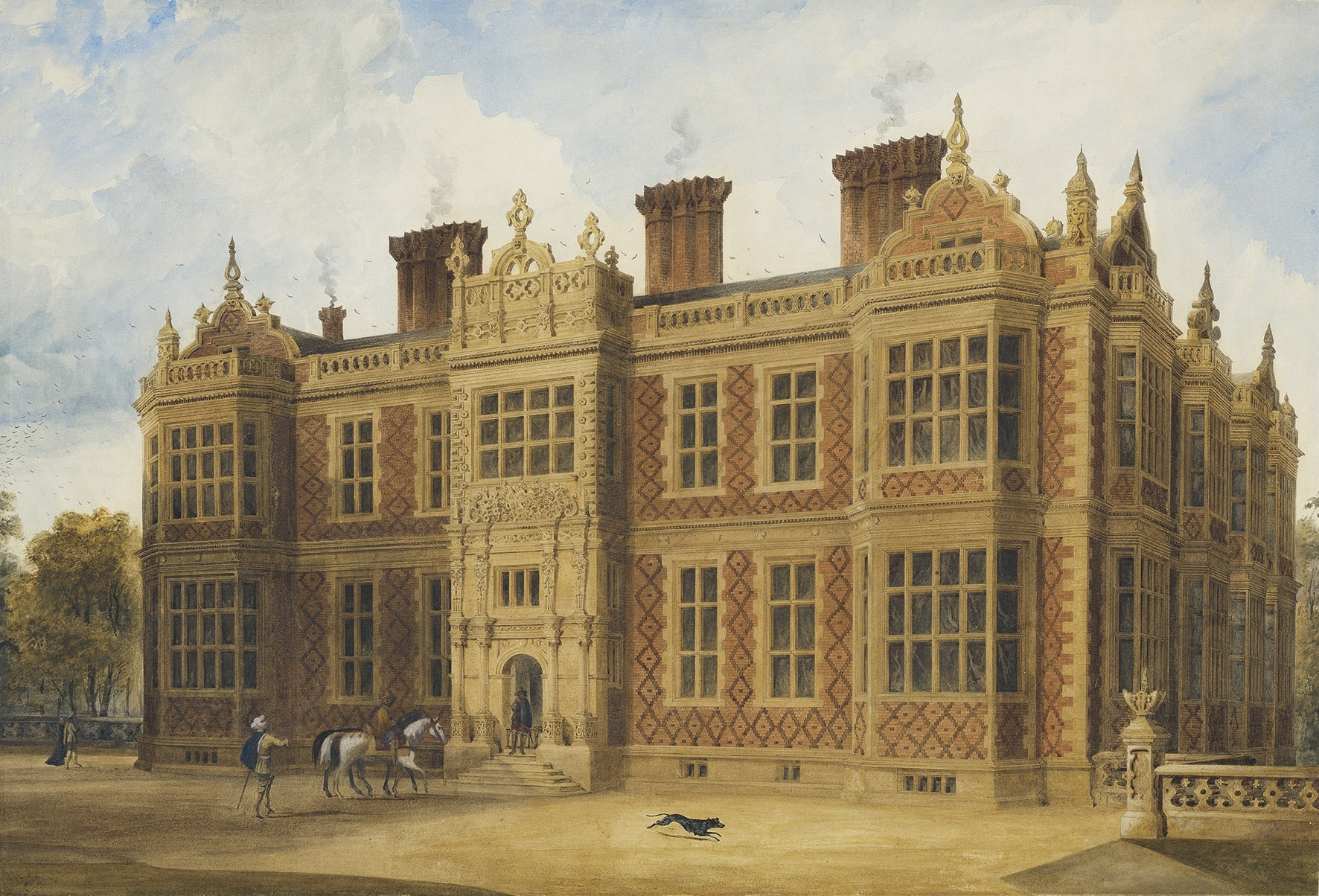
Crewe Hall au milieu du XIXe siècle

L'arrière-petit-fils d'Anne Crewe, John Crewe (1742–1829), est créé le premier baron Crewe en 1806,. Homme politique whig de premier plan, il est un ami et un partisan de longue date de Charles James Fox, sa femme Frances Crewe (née Greville ; 1748–1818) est une beauté célèbre et une hôtesse politique qui donne des divertissements somptueux dans la maison. Le cercle social des Crewes comprend de nombreuses personnalités majeures de l'époque, et les visiteurs de la maison au cours de cette période comprennent les hommes politiques Fox et George Canning, le philosophe Edmund Burke, le dramaturge Richard Brinsley Sheridan, le poète William Spencer, le musicologue Charles Burney et les artistes Joshua Reynolds et Thomas Lawrence. John Crewe fait aménager le parc et agrandir la maison, et fait également remodeler l'intérieur dans le style néo-classique alors à la mode. Une quarantaine d'années plus tard, son petit-fils Hungerford Crewe (1812-1894) engage des dépenses considérables pour faire redécorer les intérieurs dans un style Jacobethan plus sympathique.
La maison est assurée en 1857 pour 10 000 £ (£ 1 million aujourd'hui); le contenu à l'époque comprend des livres et des vins (assurés pour 2 250 £), des instruments mathématiques et de musique (250 £) et des tableaux (1 000 £). La collection d'art comprend plusieurs portraits de famille et d'autres œuvres de Sir Joshua Reynolds, qui sont sauvés de l'incendie qui ravage le bâtiment au début de janvier 1866. De vastes travaux de restauration pour Hungerford Crewe sont achevés en 1870.

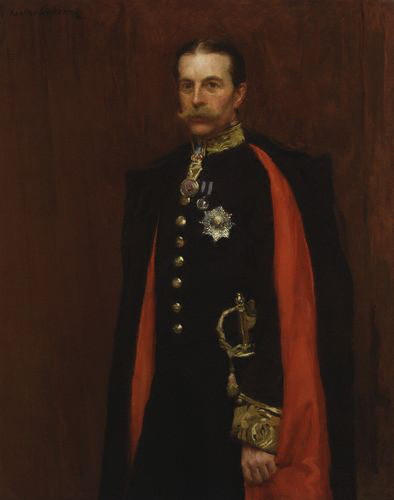
Robert Crewe-Milnes, de Walter Osborne

Hungerford Crewe ne s'est jamais marié et à sa mort en 1894, la baronnie s'éteint. Son neveu, Robert Milnes, baron Houghton (1858–1945), le fils d'Annabella Hungerford Crewe, hérite de la maison. Il adopte le nom de Crewe, pour devenir Crewe-Milnes,. Le titre de Crewe est relancé en tant que comté pour lui en 1895, et il devient plus tard le marquis de Crewe. Homme politique et poète libéral, Crewe-Milnes occupe plusieurs postes clés au Cabinet entre 1905 et 1916 et est un assistant de confiance d'Asquith. Il est également un ami de George V, et le roi et la reine Mary restent dans la maison pendant trois jours en 1913, lors d'une visite des poteries du Staffordshire.
La famille Crewe-Milnes quitte Crewe Hall en 1922 et la maison reste vide jusqu'à la Seconde Guerre mondiale. Crewe-Milnes offre la maison au conseil du comté de Cheshire en cadeau en 1931, apparemment parce que ses héritiers ne souhaitent pas vivre dans la maison. Après le refus du conseil, la majorité du domaine est vendu au Duché de Lancastre en 1936. Son petit-fils, l'écrivain Quentin Crewe, décrit Crewe-Milnes comme "à la fois extravagant et mal conseillé".

### Hôtel
Au début de la Seconde Guerre mondiale, Crewe Hall est utilisé comme camp d'entraînement militaire, camp de rapatriement pour les troupes de Dunkerque et camp de l'armée américaine, devenant le quartier général des opérations d'artillerie pour la région du nord-ouest en 1942. Il abrite un camp de prisonniers de guerre pour officiers allemands à partir de 1943,,. La maison est louée comme bureaux en 1946, devenant le siège social de Calmic Limited (le nom de la société est une abréviation de Cheshire and Lancashire Medical Industries Corporation), qui déménage du Lancashire à Crewe Hall en 1947. Ils emploient près de 800 personnes à Crewe Hall,,. Calmic construit des installations industrielles adjacentes au manoir comprenant une usine de séchage et de filtration et une unité de conditionnement pharmaceutique. Après l'acquisition de Calmic par Wellcome en 1965, la maison sert de siège britannique et irlandais de la Wellcome Foundation jusqu'à la fusion avec Glaxo en 1995,,. Wellcome produit des liquides, des comprimés, des crèmes et des aérosols antibiotiques sur le site ; la maison elle-même est utilisée pour l'administration, mais le bloc des écuries est reconstruit en interne pour être utilisé comme laboratoires et les installations industrielles sont agrandies,.
En 1994, le duché de Lancastre vend les bâtiments de Crewe Hall et le site industriel adjacent, qui devient Crewe Hall Enterprise Park. Les bâtiments de Crewe Hall restent vides après le déménagement de Wellcome et sont vendus à un promoteur hôtelier en 1998; la maison devient un hôtel de 26 chambres l'année suivante. Plusieurs bâtiments supplémentaires dans un style moderne sont construits au XXIe siècle pour agrandir l'hébergement.

## Histoire architecturale

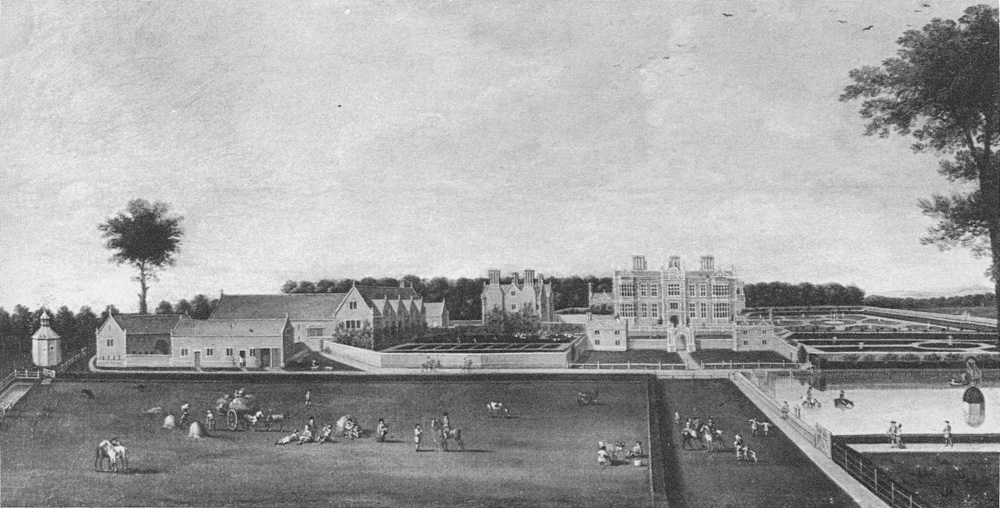
Crewe Hall d'après une peinture de 1710

La maison jacobéenne est construite pour Ranulph Crewe entre 1615 et 1636. L'architecte du bâtiment d'origine est inconnu, bien que certains historiens pensent que sa conception est basée sur des plans d'Inigo Jones,. Bien que d'une conception relativement conservatrice, similaire à celle de Longleat d'un demi-siècle plus tôt, la maison semble avoir été considérée comme progressiste dans le Cheshire provincial.

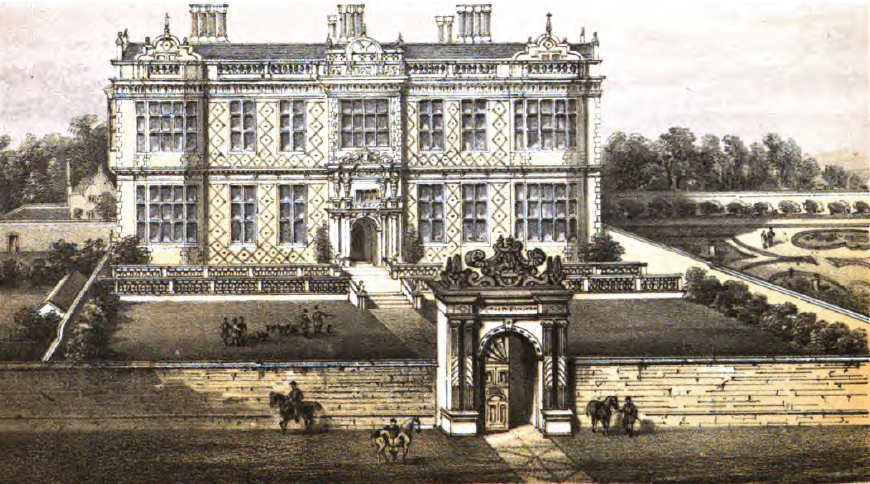
Crewe Hall à partir d'une gravure ancienne

Les évaluations de la taxe sur les foyers de 1674 montrent que la maison d'origine est l'une des plus grandes maisons du Cheshire, ses 42 foyers n'étant dépassés que par le Château de Cholmondeley et Rocksavage, dont aucun n'a survécu. Comme le montre une peinture d'environ 1710, le bâtiment d'origine est carré avec des côtés d'environ 100 pieds (30,48 m), et comporte des baies en saillie à pignon et des groupes de cheminées octogonales. Construit autour d'une cour centrale ouverte, l'intérieur a une grande salle et une longue galerie et l'escalier principal se trouve dans un petit hall est,. À l'extérieur, il y a un parvis fortifié et des jardins clos formels; une gamme de bâtiments de service séparés est située à l'ouest,.

### Modifications géorgiennes et jacobethaines

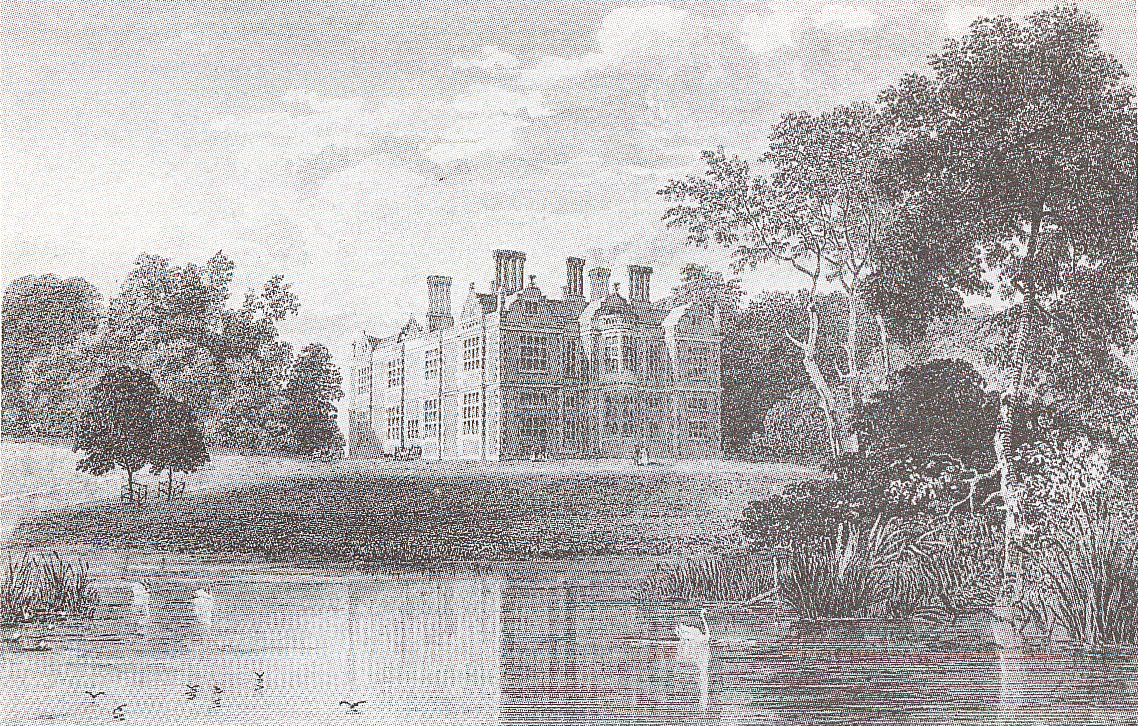
Façade de jardin et lac, d'après une gravure de 1818

La maison reste inchangée pendant une grande partie du XVIIIe siècle, contrairement à la plupart des autres sièges principaux du comté. Il est décrit en 1769 comme "un carré de date très ancienne... plus à admirer maintenant pour son antiquité que son élégance ou sa commodité". Des travaux sont effectués dans les années 1780 et 90 pour John Crewe (plus tard le premier baron Crewe). Une aile de service à l'ouest dans un style néo-jacobéen est ajoutée à la maison en 1780. Les principaux intérieurs de l'ancien bâtiment sont redécorés dans un style néo-classique à cette époque, bien que l'agencement d'origine avec grande salle, longue galerie et salon ait été conservé,,,. Des améliorations sont apportées aux caves à vin et aux chambres en 1783, et J. Cheney est employé pour construire un nouvel escalier mansardé et sept chambres en 1796. Edmund Burke écrit en 1788 : « Je suis très satisfait de cet endroit. Nous ne construisons pas de telles maisons à notre époque.".
La maison est modifiée à nouveau en 1837-1842 par Edward Blore pour Hungerford Crewe,,. Blore remplace un architecte local, George Latham, qui a été mandaté en 1836. De nombreux plans de travail de Blore subsistent dans les archives du Royal Institute of British Architects. Il réalise des travaux décoratifs à l'intérieur dans le style jacobethain et apporte des modifications majeures au plan du rez-de-chaussée, notamment le remplacement du passage des écrans par un hall d'entrée et la couverture de la cour centrale pour créer un hall central de plain-pied,,. Il installe également des baies vitrées partout et installe un système de chauffage à air chaud,. Le coût total, y compris son travail sur les bâtiments du domaine, est de 30 000 £ (3 millions £ aujourd'hui) ,.

### Restauration Barry
La plupart des travaux de Blore dans la maison principale sont détruits dans l'incendie de 1866. Hungerford Crewe aurait demandé à Blore, alors à la retraite, de restaurer le bâtiment, mais il refuse. Les travaux de restauration sont effectués par Edward Middleton Barry, fils de Charles Barry, l'architecte du Palais de Westminster, et les entrepreneurs Cubitt & Co,,. Ils sont achevés en 1870, pour un coût de 150 000 £ (15.3 millions £ aujourd'hui),.

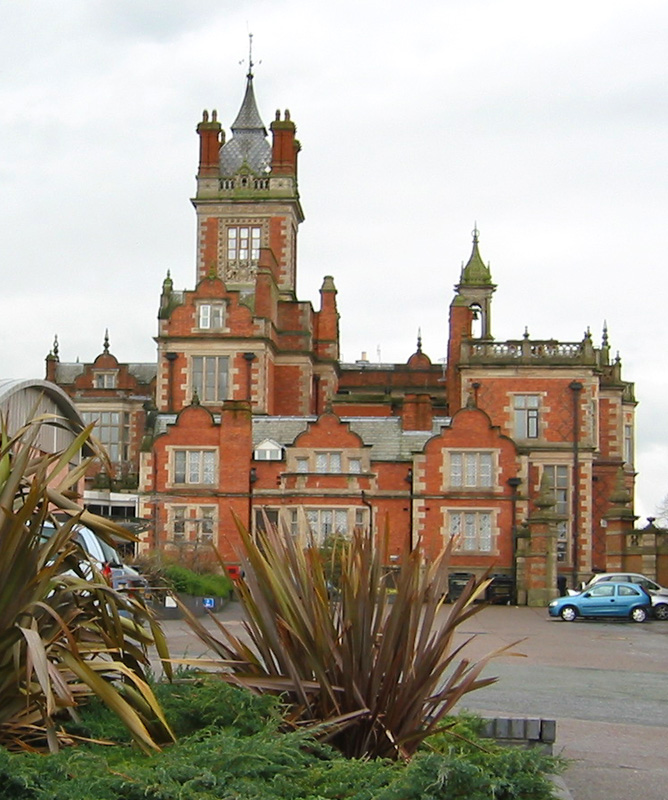
Face ouest, montrant la tour de Barry et l'extension de Bower

Nikolaus Pevsner décrit la reconstruction de Barry comme "un travail extrêmement somptueux". Peter de Figueiredo et Julian Treuherz le considèrent comme sa plus belle œuvre, attribuant son succès au fait d'être "dirigé par le caractère puissant du bâtiment existant". Le travail de Barry est considéré comme étant, en général, plus élaboré et plus régulier que l'original. Pour la restauration de l'intérieur, il emploie plusieurs des principaux artistes et artisans de l'époque, qui ont déjà travaillé sur le palais de Westminster. La principale innovation de Barry est l'ajout d'une tour à l'aile ouest, nécessaire au stockage de l'eau. Destiné à unir les ailes est et ouest de la maison, l'effet est limité par la conception victorienne de la tour. Il réorganise également le plan du bâtiment, ouvrant le hall central de Blore pour créer un atrium à deux étages, et fournir plus de chambres de service au rez-de-chaussée avec vingt chambres de domestiques supplémentaires dans un grenier en modifiant le toit.
L'architecte local Thomas Bower effectue quelques modifications à la maison pour Robert Crewe-Milnes en 1896, notamment l'extension de l'aile de service,. Peu de changements dans la maison elle-même ont lieu pendant la location de Calmic. L'entreprise installe le chauffage central vers 1948, puis construit une extension de bureau sur le côté nord de la maison, qui est démolie quelques années après la transformation du bâtiment en hôtel. Calmic n'a entrepris que des travaux d'entretien cosmétiques et, dans les années 1970, la structure du bâtiment est en mauvais état. Une importante chute de pierre du pignon nord lors de vents violents en 1974 conduit Wellcome à mener à bien un vaste programme de restauration de l'intérieur et de l'extérieur, qui est achevé en 1979 pour un coût de 500 000 £ (2.7 millions £ aujourd'hui).

## Hall principal

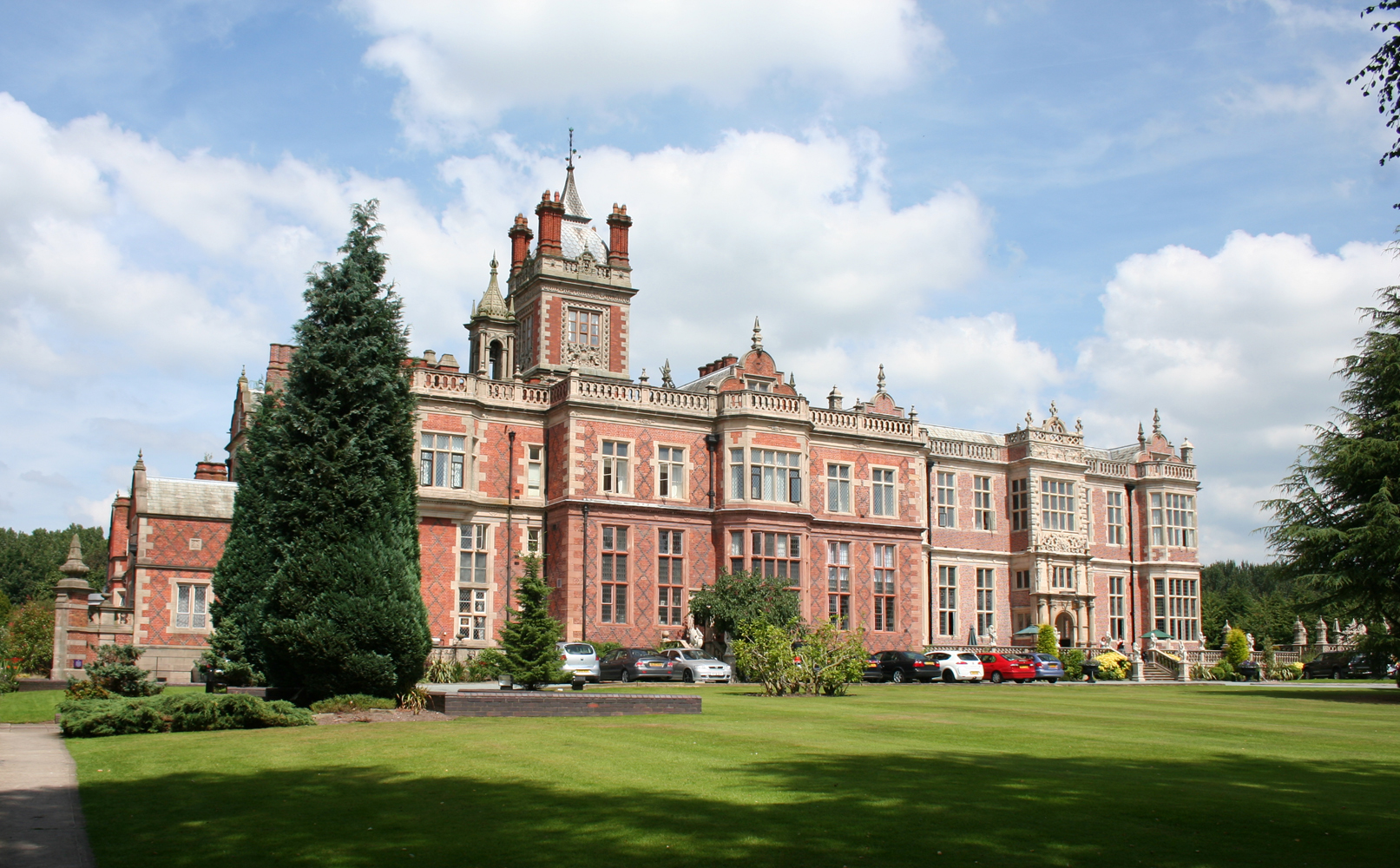
face sud; l'aile jacobéenne (est) est à droite; l'aile de service (ouest) est au centre et à gauche

Construite en brique rouge avec des pansements en pierre et une toiture en plomb et ardoise, la maison comporte deux étages avec greniers et sous-sols. La moitié est du bâtiment actuel représente en grande partie la maison jacobéenne d'origine. L'extérieur a survécu à l'incendie de 1866 et la majorité de la maçonnerie en couches est d'origine, bien qu'une partie de la maçonnerie en pierre du porche et des sommets des pignons ait été renouvelée par Edward Middleton Barry,,.
La face sud (avant) de l'aile orientale comporte sept travées, avec un parapet à Balustre au niveau de l'avant-toit. La baie centrale est avancée pour former une pièce maîtresse en pierre autour de l'entrée principale voûtée, qui est flanquée de colonnes ioniques cannelées. Immédiatement au-dessus de l'entrée, des pilastres fuselés doublés encadrent une fenêtre à trois lumières, le tout surmonté d'un large cartouche orné d'entrelacs. Au premier étage de la travée centrale se trouve une fenêtre à trois meneaux, et au-dessus du parapet se trouve un blason. Flanquant la pièce maîtresse se trouvent deux baies avec des briques à couches et des fenêtres à meneau unique. Les deux extrémités de la face sud sont également avancées ; elles sont percées de baie à pans coupés à trois meneaux et sont surmontées au-dessus du parapet par des pignons galbés à lucarnes. Toutes les fenêtres principales de cette face sont à double imposte.

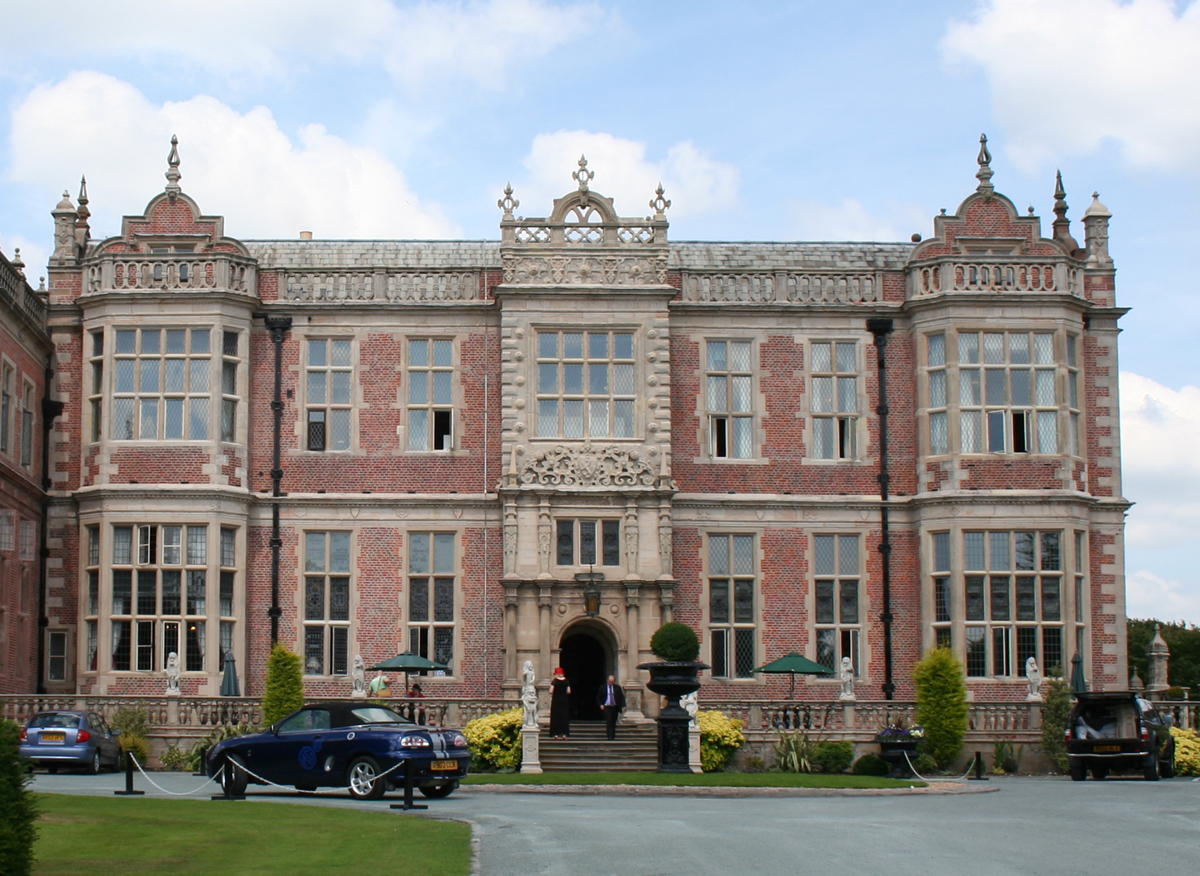
Aile est : face sud, montrant la pièce maîtresse

La face est de l'aile orientale présente quatre travées avec des baies à pans coupés, des pignons d'extrémité façonnés et un cartouche central. Au centre de la face nord (jardin) se trouve un grand bow-window, à l'origine jacobéen, qui éclaire la chapelle ; il a des panneaux de pierre décorés de cartouches sous des vitraux arqués,. Cette face inverse par ailleurs la façade principale, avec l'ajout de fenêtres en mezzanine.
La moitié ouest du bâtiment est avancée (vers le sud) par deux baies du bâtiment d'origine. À l'origine l'aile de service, elle est plus simple que le bâtiment oriental et date de l'époque géorgienne. Bien qu'utilisant des proportions géorgiennes, il est construit dans un style néo -jacobéen qui est renforcé par des modifications ultérieures, en particulier l'ajout d'un pignon central,. La partie principale de la face sud (avant) comporte sept travées, avec un parapet à balustres courant sur toute la façade au niveau des avant-toits. Au centre des cinq travées est se trouve une baie vitrée à pans coupés sous un pignon façonné ; les travées flanquantes sont percées de fenêtres à simple meneau et à double imposte. Les deux travées ouest sont disposées en retrait et percées d'un oriel central au premier étage et de deux fenêtres à simple meneau et double imposte au rez-de-chaussée.
L'aile ouest est dominée par une tour carrée en briques de pierre qui s'élève à deux étages au-dessus du toit et est coiffée d'un spirelet en accolade entouré de quatre cheminées d'angle. Conçu par Barry dans le style High Victorian, elle est ajoutée après l'incendie,. Un clocher élancé s'élève également de l'aile ouest. A l'arrière se trouve une loggia avec un plafond voûté soutenu par des colonnes toscanes. L'extrémité ouest de cette aile est une extension de plain-pied de Thomas Bower datant de 1896.

### Intérieur

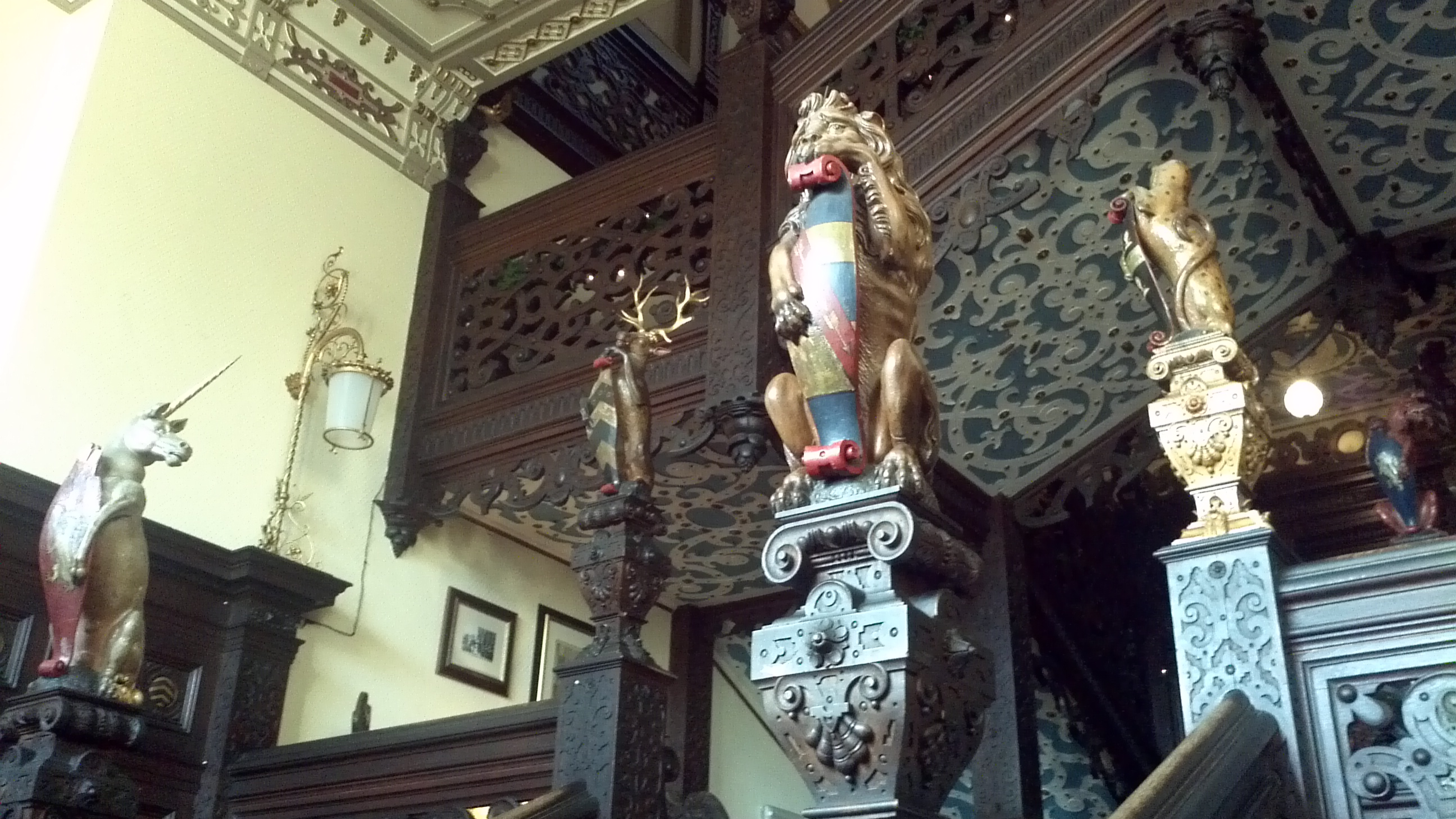
Animaux héraldiques d'escalier

L'intérieur de Crewe Hall contient un mélange d'œuvres jacobéennes originales, de reproductions fidèles des conceptions jacobéennes originales (qui dans certains cas avaient été enregistrées) et d'œuvres dans le style High Victorian conçues par Barry,. Le hall d'entrée de l'aile est a été remodelé par Edward Blore et Barry. Il est lambrissé de chêne et contient une cheminée en marbre avec des colonnes toscanes aux armes Crewe. Il s'ouvre via un écran à colonnes dans le hall central, qui était une cour ouverte dans la maison jacobéenne. Couvert par Blore au niveau du premier étage, Barry convertit l'espace en un atrium avec des cloîtres autour des murs, avec une galerie en bois au-dessus d'eux au niveau de la mezzanine et une galerie au premier étage voûtée en tunnel au-dessus. Le sol est pavé d'un motif de marbres colorés et les couloirs de la galerie du premier étage sont ornés de vitraux. L'atrium a un toit en poutres martelées soutenu par des colonnes au niveau de la galerie,. À l'est du hall central se trouve une reconstruction précise par Barry de l'escalier d'origine, que Nikolaus Pevsner décrit comme « l'un des plus ingénieusement planifiés et exécutés de manière ornée dans toute l'Angleterre jacobine ». Fortement sculptés, les poteaux présentent des animaux héraldiques, qui étaient à l'origine dorés et peints.

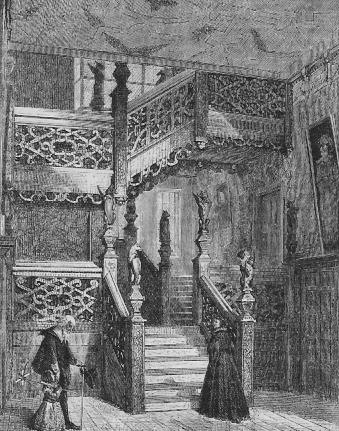
Escalier en 1877

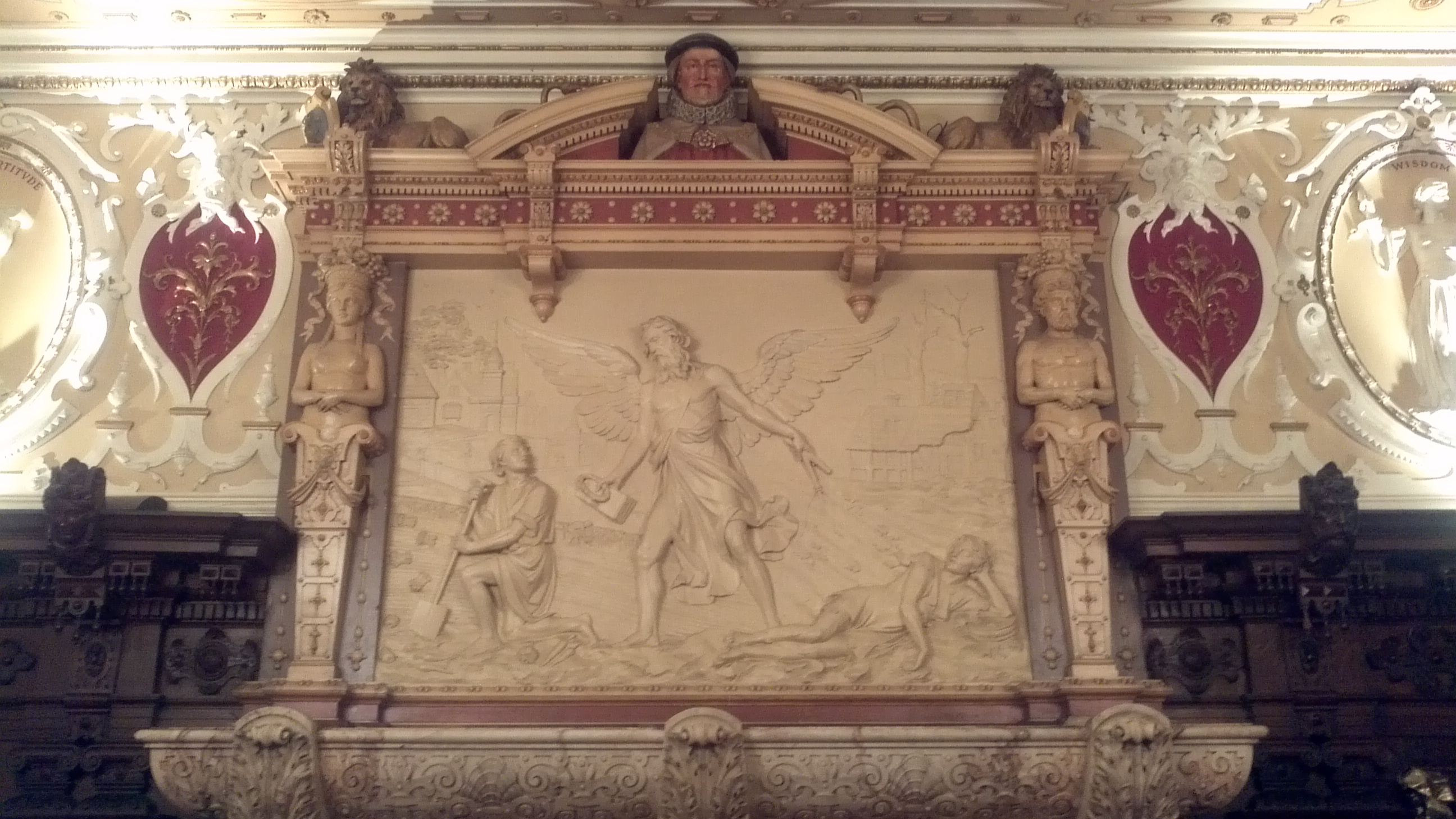
Sir Randolph Crewe surplombant le temps, l'industrie et la paresse

À l'est de l'entrée se trouve la salle à manger, qui était autrefois la grande salle jacobéenne. Pièce la moins endommagée par l'incendie, elle est restaurée par Barry dans son aspect du XVIIe siècle, avec des fac-similés du plafond d'origine et un paravent en bois sculpté. Il contient un trumeau avec un relief de Plenty, considéré comme original, et une grande cheminée en pierre, qui serait la seule œuvre survivante de Blore à l'intérieur,. Le salon en chêne, au sud-ouest, contient un grand trumeau jacobéen en bois, orné de sculptures d'hommes verts. La sculpture jacobéenne ici et dans la salle à manger est nettement plus grossière que l'œuvre victorienne. Le salon sculpté est une autre reproduction par Barry de l'original. Lambrissée de chêne, elle présente une frise en plâtre des Éléments, des Grâces et des Vertus. La cheminée en albâtre représente la figure ailée du Temps récompensant l'Industrie et punissant la Paresse, symbolisée par deux garçons, qui est surmontée d'un portrait sculpté de Ranulph Crewe,.
Une petite chapelle se trouve au nord du hall central. A l'origine plutôt austère, elle est richement décorée par Barry dans le style High Victorian. Il y a beaucoup de sculptures sur bois élaborées, avec la Clôture d'autel représentant des anges et les bancs poppyheads. L'abside en marbre présente des têtes de prophètes et d'Évangélistes sculptées en albâtre par J. Birnie Philip, et les lambris muraux présentent des médaillons en bronze représentant des personnages bibliques du même artiste. La galerie ornée du chœur, accessible depuis la galerie mezzanine du hall central, contient le banc familial. Les vitraux et les peintures murales sont de Clayton et Bell, et la peinture et les pochoirs sont de JG Crace,.

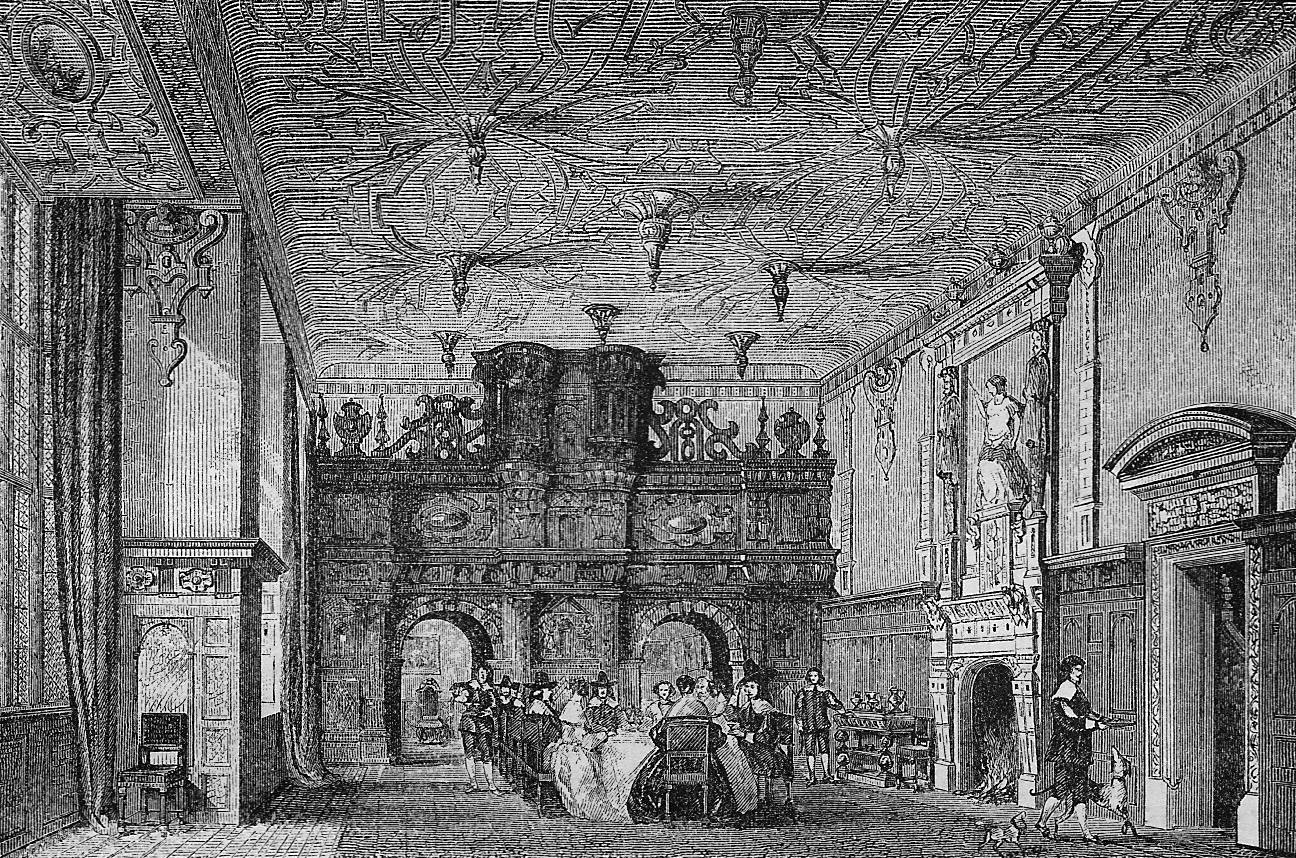
Salle à manger en 1877

La suite des salles d'apparat au premier étage de l'aile est contient la longue galerie, la bibliothèque, le salon (grande chambre), le petit salon et deux chambres. Tous datent à l'origine du manoir jacobéen, mais sont susceptibles d'avoir été considérablement modifiés par John Crewe, puis largement retravaillés par Blore dans un style néo-jacobéen. Ils sont restaurés selon les conceptions de Barry, généralement avec peu d'efforts pour reproduire l'apparence jacobéenne, probablement parce que les enregistrements de la plupart des conceptions originales manquaient. Crace effectue une grande partie des travaux de décoration dans ces pièces,. Toutes les salles d'apparat contiennent des plâtres élaborés et des cheminées en pierre, souvent flanquées de colonnes corinthiennes ou de pilastres.

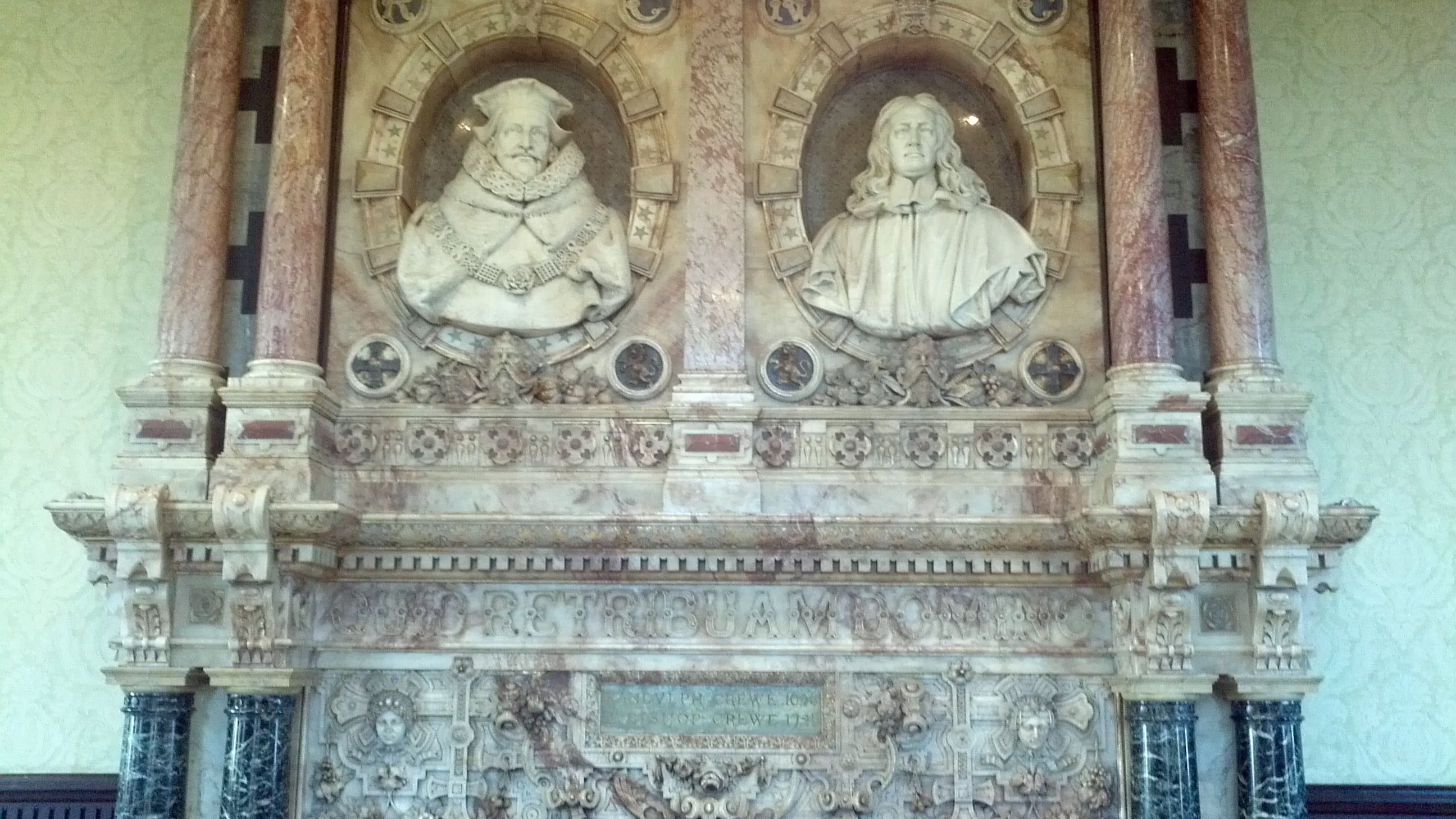
Bustes de Sir Randolph Crewe et Nathaniel Crew

La longue galerie, le long du côté nord, a une cheminée en marbres colorés avec des bustes de Henry Weekes représentant Sir Randolph Crewe et Nathaniel Crew, 3e baron Crew, évêque de Durham,. La bibliothèque, au-dessus du parloir sculpté, contient des statuettes d'amateurs de livres de Philip et une frise de scènes littéraires de J. Mabey,. Le salon possède un fac-similé du plafond jacobéen, qui a été enregistré par l'architecte William Burn. De modèle identique à celui du Reindeer Inn à Banbury, dont le Victoria and Albert Museum possède un moulage en plâtre, il est vraisemblablement à l'origine l'œuvre du même artisan. L'une des chambres d'apparat possède un autre survivant de l'incendie, une cheminée en pierre de style jacobéen avec un relief de trumeau en plâtre représentant Caïn et Abel,.

## Ecuries, dépendances et guérites

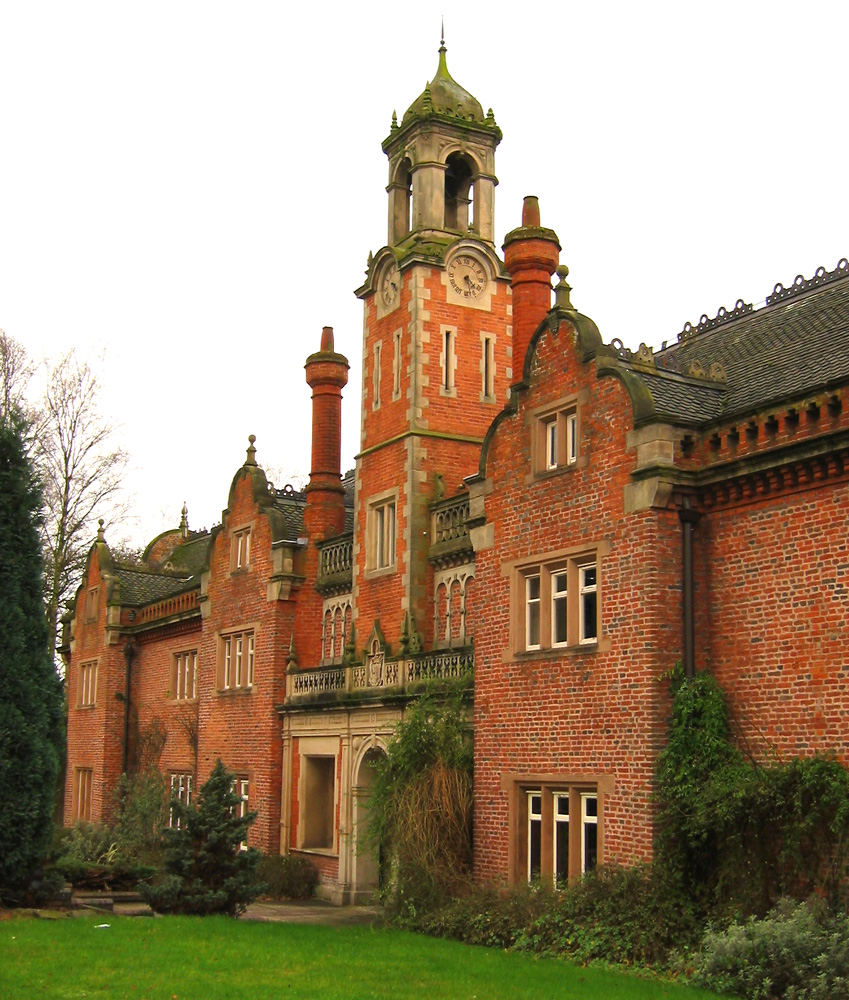
Face est de l'écurie, montrant la pièce maîtresse de Blore

Les anciennes écuries, en briques rouges avec un toit de tuiles, sont achevées vers 1636 et sont contemporaines du manoir jacobéen et sont classées au grade II*. Elles forment un quadrilatère immédiatement à l'ouest de la maison, enfermant une cour rectangulaire. La face principale est du quadrilatère est perpendiculaire à la façade de la maison; elle comporte neuf travées de deux étages et un grenier.Sa pièce maîtresse, ajoutée par Edward Blore vers 1837, consiste en une entrée voûtée en pierre flanquée de pilastres, au-dessus de laquelle une tour de l'horloge s'élève du niveau du premier étage. La tour présente des fenêtres jumelées à meurtrières et des cadrans d'horloge entourés de pierre, et est surmontée d'une cloche et d'une coupole en ogive avec fleurons. Outre la pièce maîtresse, la face est comporte quatre travées en avant et à pignons façonnés surmontés de fleurons. Les extrémités nord et sud de ce bâtiment est ont également des pignons façonnés.

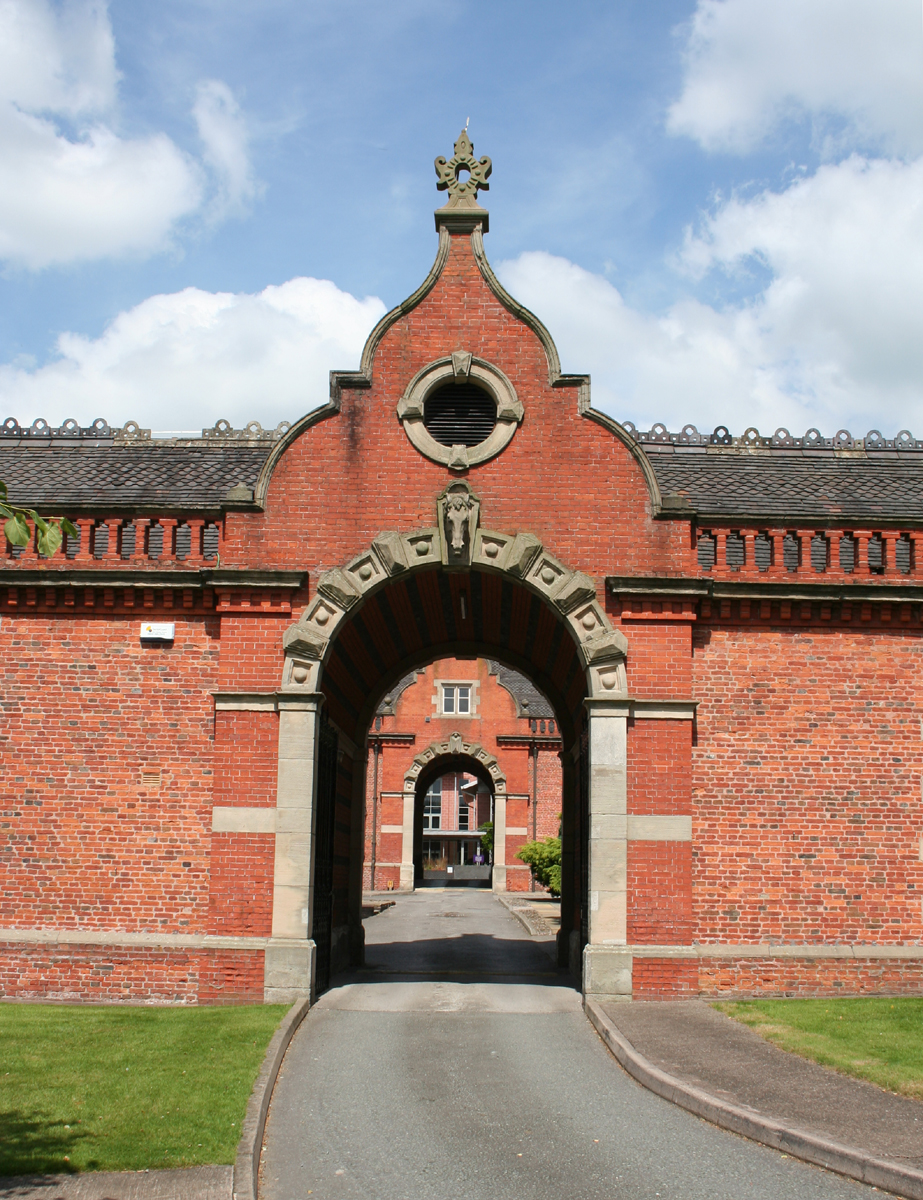
Arche de transport

Les côtés nord et sud du quadrilatère ont de grandes ouvertures de chariot en arc sous des pignons en forme; les clefs de voûte sont sculptées de têtes de cheval. Les murs à l'intérieur de l'ouverture de la chaussée sont décorés de bandes de briques bleues. Les faces est, nord et sud sont toutes terminées par un parapet en briques ajourées avec couronnement en pierre. Le bâtiment ouest comporte douze ouvertures cintrées accessibles depuis la cour. Les étages principaux du quadrilatère ont principalement des fenêtres à meneaux à trois lumières et habillées de pierre, avec des fenêtres à deux lumières au niveau du grenier. Tous les toits ont de hautes cheminées octogonales et des tuiles faîtières décoratives. L'intérieur du bloc des écuries est reconstruit lors de la conversion du bâtiment à son utilisation actuelle de laboratoires et de bureaux.
La maison Apple, un petit bâtiment en briques rouges à l'ouest du quadrilatère des écuries, date également d'environ 1636 et peut être vue dans une peinture de Crewe Hall d'environ 1710. A l'origine pigeonnier, il est utilisé comme entrepôt. Construite sur un plan octogonal à deux étages, elle possède deux fenêtres ovales entourées de pierre. L'entrée inférieure a un arc en plein cintre en pierre; une deuxième porte est située à la hauteur du premier étage. La toiture pyramidale en tuiles est surmontée d'une lanterne vitrée à calotte en plomb. Le bâtiment est classé au grade II.

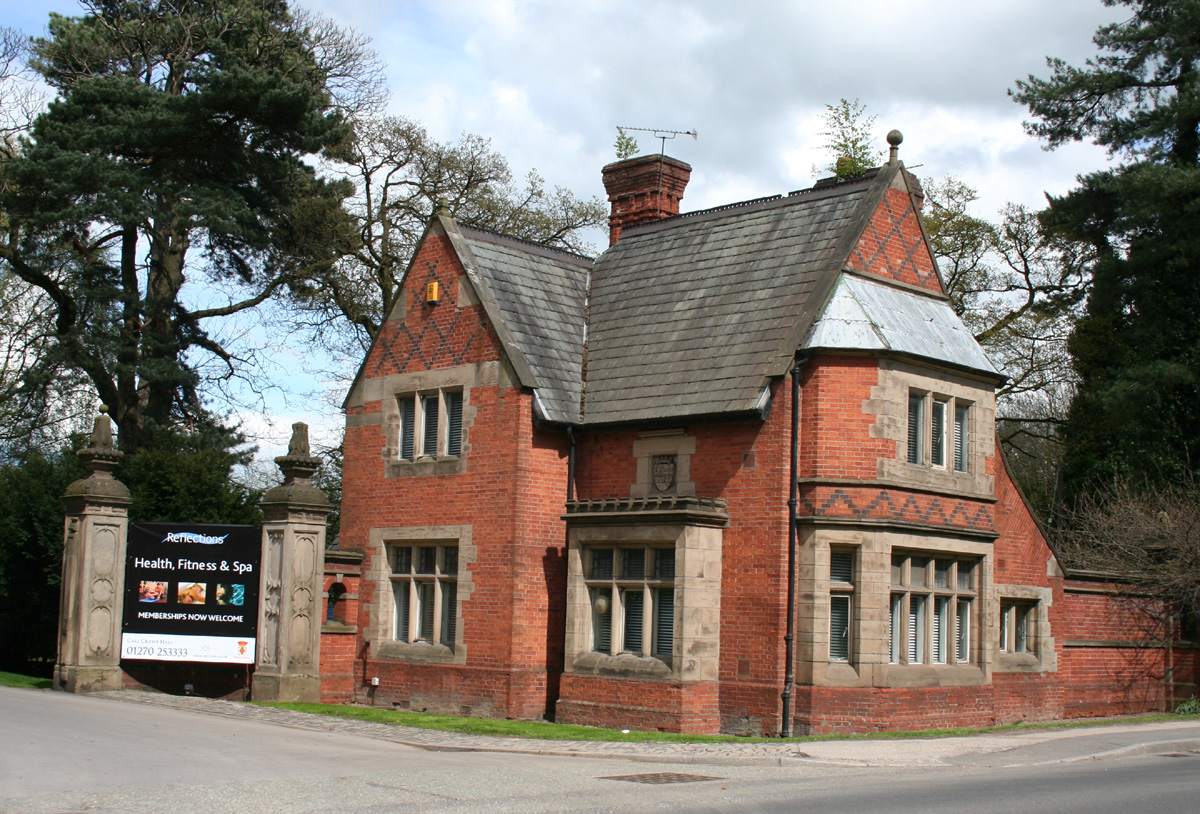
Weston Lodge

Le parc a deux loges de porte; les deux sont classés au grade II. La loge nord de Slaughter Hill est de Blore et date de 1847. En brique rouge avec un habillage en brique plus foncée, des pansements en pierre et un toit en ardoise, il présente un plan en T à un étage, et est de style jacobéen. Il comporte deux pignons en forme, chacun décoré d'un panneau sculpté des emblèmes de Crewe Estate, et une travée centrale hexagonale avec un toit pyramidal qui forme un porche. Le Weston ou Golden Gates Lodge de style élisabéthain au sud de la maison date d'avant 1865 et est attribué à William Eden Nesfield, bien qu'il ne soit pas typique de son style. En brique rouge avec des couches en zigzag de brique bleue, des pansements en pierre de taille et un toit en ardoise, le pavillon a deux étages, avec une baie inclinée en saillie vers la face de la route. La face de l'allée a un panneau de pierre de taille avec un bouclier portant les armoiries de la famille Crewe.

## Jardins et parc

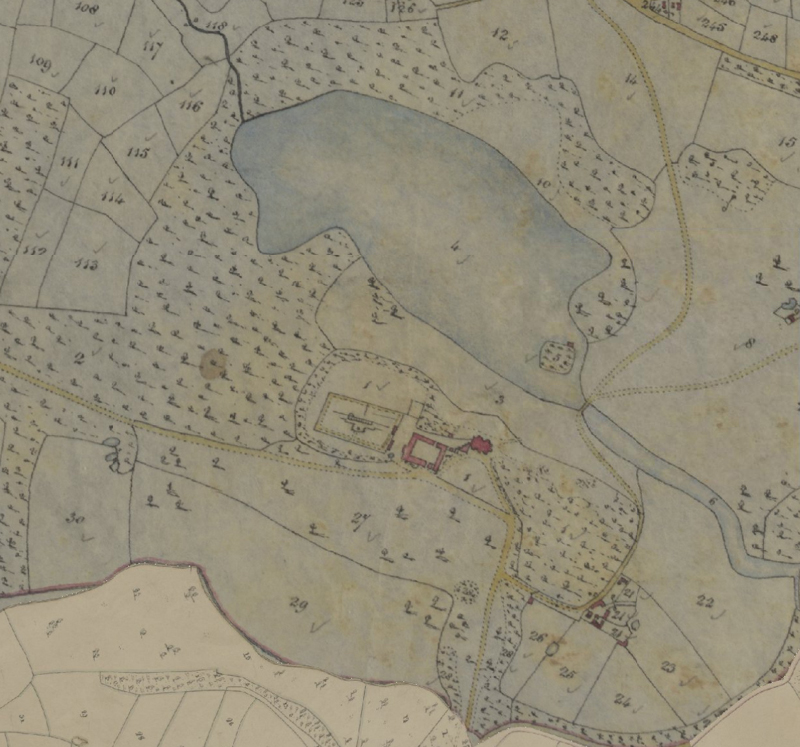
Une partie du parc en 1840, montrant le lac ornemental de Repton

Le registre national des parcs et jardins historiques classe les jardins et le parc environnant au grade II. Une première gravure montre un parvis fortifié au sud de la maison d'origine, avec une grande porte en pierre sculptée des armes et de la devise de Ranulph Crewe. Ce parvis comporte des terrasses, des balustrades et une allée ornée de motifs en losange. Comme le montre une peinture d'environ 1710, les terrains sont aménagés en vastes jardins d'agrément formels clos avec des parterres,.
Au cours du XVIIIe siècle, le parc est aménagé dans un style plus naturaliste pour John Crewe (plus tard le premier baron Crewe) par Lancelot Brown (avant 1768), William Emes (1768-1771) et Humphry Repton et John Webb (1791),,. La conception de Repton comprend un lac ornemental de 23 hectares immédiatement au nord de la maison, créé en endiguant le ruisseau Engelsea, qui traverse toujours le parc. Il crée également de nouvelles approches de la maison,. Le lac s'est vidé en 1941 lorsqu'un barrage éclate, et la zone est maintenant plantée de peupliers. Une statue en pierre de Neptune avec une femme allongée, située à l'origine sur les rives du lac, se dresse maintenant dans les bois ; elle date du début du XIXe siècle. Un hangar à bateaux, à l'origine à la tête du lac, avait besoin d'être restauré en 2007. Un temple de la paix se dressait autrefois sur la rive nord du lac, mais a été démoli quelque temps après 1892. Une grande partie du parc est maintenant couverte de forêts mixtes, notamment Rookery Wood et Temple of Peace Wood.

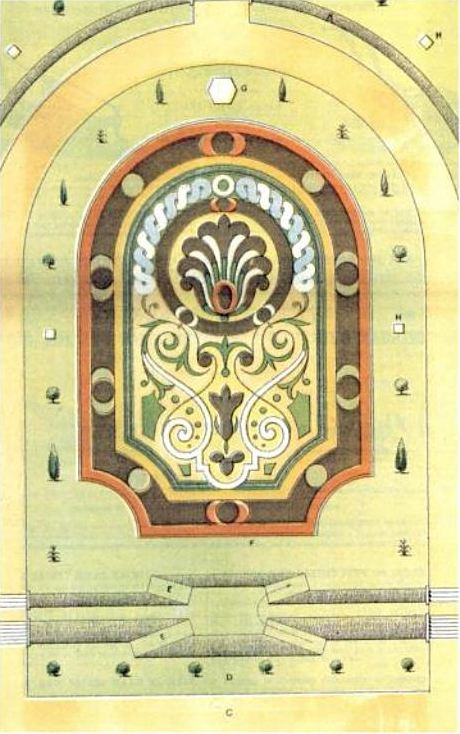
Plan de William Andrews Nesfield pour le parterre nord

Des jardins à la française sont aménagés autour de la maison par William Andrews Nesfield vers 1840-1850 pour Hungerford Crewe,. La conception de Nesfield comprend des statues, des allées de gravier et des parterres élaborés réalisés à l'aide de haies de buis basses et de minéraux colorés,. Des terrasses à balustrades sont également construites sur les côtés nord et sud de la maison, probablement conçues par Edward Middleton Barry, et incorporant des statues de lions, de griffons et d'autres bêtes héraldiques, faisant écho à l'escalier intérieur. L'utilisation militaire pendant la Seconde Guerre mondiale a cependant détruit des parties des jardins ; des bâtiments de l'armée sont érigés près de la maison, et la zone devant la maison sert de terrain de parade et est ensuite labourée pour faire pousser des pommes de terre. Les terrains sont encore plus négligés alors lorsque la maison est utilisée comme bureaux, et peu de choses ont survécu à l'exception des terrasses, des portes et des statues. En 2009, English Heritage inscrit la maison sur le registre du patrimoine en péril comme étant très vulnérable, considérant que le caractère historique des jardins et du parc est compromis par les récents développements du complexe hôtelier, en particulier le centre de conférence, le spa et le parking associé.

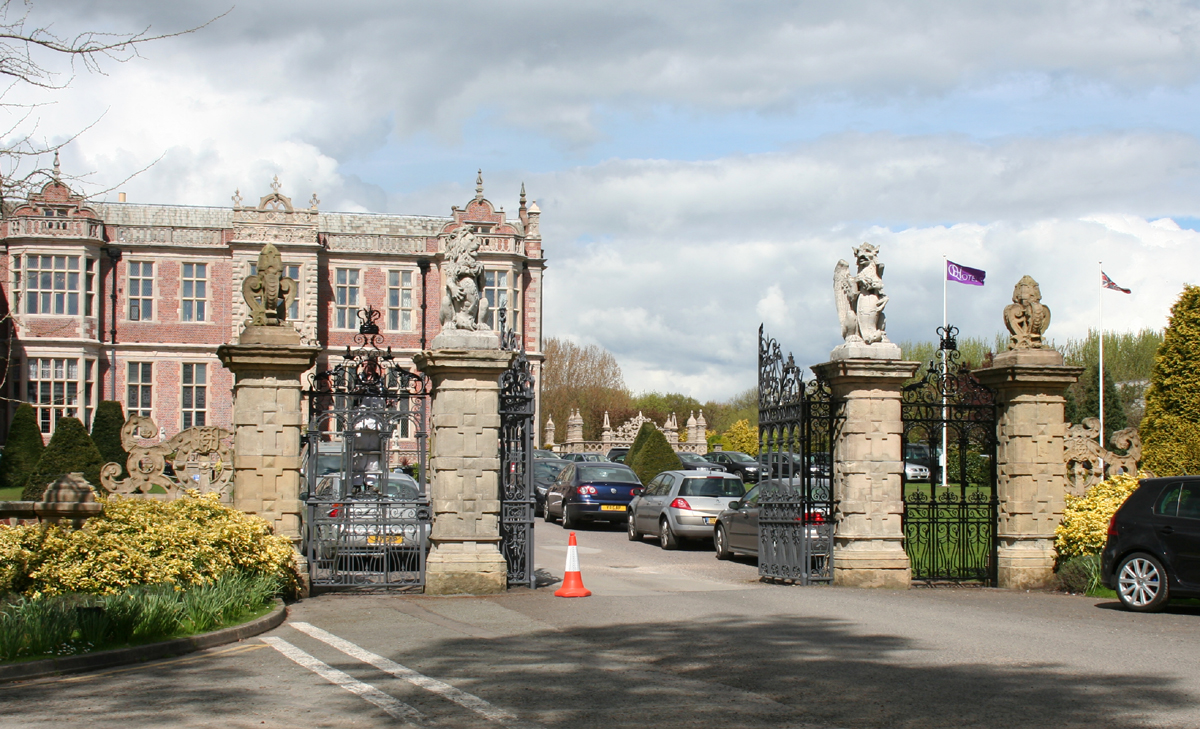
Portes d'entrée par Cubitt & Co.

Les grilles d'entrée et le mur séparant les jardins du parc et des terres agricoles datent de 1878 et sont classés au grade II. Les portes en fer forgé sont de Cubitt & Co., et sont exposées à l'Exposition de Paris de 1878. Deux portes simples extérieures et une double porte intérieure sont soutenues par quatre piliers en grès. La paire extérieure de piliers de porte est coiffée d'un dispositif en forme de bourgeon soutenu par des volutes ; la paire intérieure est surmontée d'un griffon et d'un lion, reflétant la statuaire des terrasses de la salle. Les sections inférieures de la porte constituées de panneaux en forme de lyre avec des motifs de feuilles et de fers de lance sont surmontées de panneaux arqués de style jacobéen. Les renversements de porte ornés comprennent des boucliers et des emblèmes coiffés de couronnes, de gerbes et de faucilles. Les portes intérieures portent l'inscription Quid retribuam domino (« Que puis-je rendre au Seigneur ? »), tandis que les portes extérieures portent la date. Le mur, en brique avec des parements en pierre, comporte des arcades et des piliers surmontés de coiffes en doucine sculptées pour correspondre aux tuiles de la tour de la salle principale. Une autre caractéristique survivante des jardins est un cadran solaire classé au grade II datant du début du XIXe siècle, qui se dresse à l'arrière de la maison.

## Domaine de Crewe

### Histoire
Le domaine d'origine acheté par Ranulph Crewe en 1608 comprend les manoirs de Crewe, Barthomley et Haslington et coûtait plus de 6 000 £. Les terres du domaine Offley dans le Staffordshire et du domaine Done dans le Cheshire sont acquises par mariage et héritage à la fin du XVIIe et au début du XVIIIe siècle,, et en commun avec les autres grands domaines du Cheshire, le domaine prospère. au cours du XVIIIe siècle. Le domaine de 1804 comprend des terres ou des propriétés à Barthomley, Burwardsley, Crewe, Crowton, Elton, Hale, Northrode, Rushton, Sandbach, Spurstow, Tattenhall, Warmingham et Weston dans le Cheshire, ainsi que Madeley dans le Staffordshire et Muxton dans le Shropshire. L'utilisation prédominante des terres est l'élevage laitier, mais le domaine comprend également des terres arables, les baux vont de petites fermes de 1 ou 2 acres (moins d'un hectare) à de grandes fermes de plus de 300 acres. Les jardins, le parc et la ferme occupent 583 acres (235,931729286 ha). Hungerford Crewe est le cinquième plus grand propriétaire foncier du comté en 1871, avec un total de 10 148 acres (4 106,749895016 ha). La majorité du domaine de Crewe est vendue par Robert Crewe-Milnes au Duché de Lancastre en 1936.

### Bâtiments

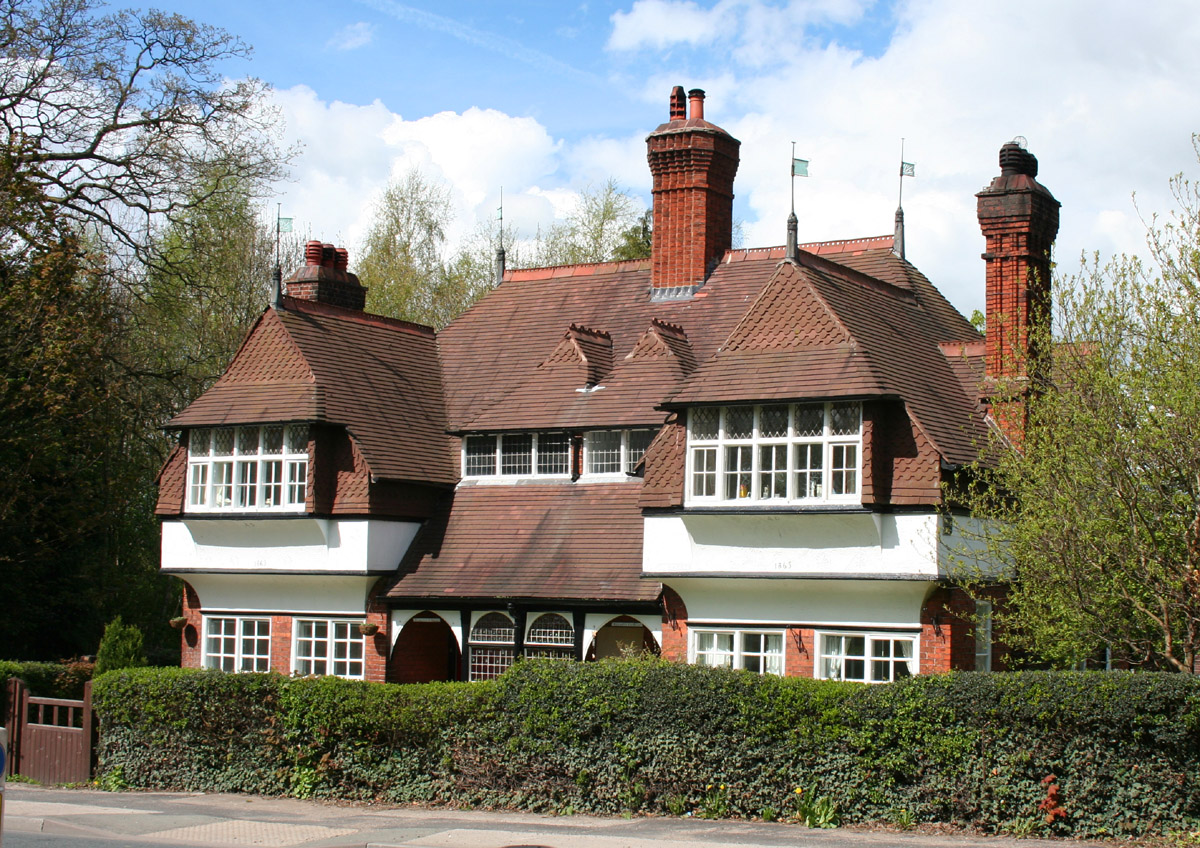
Stowford et Magnolia Cottages

Crewe Hall Farmhouse, la ferme familiale du domaine, se dresse en bordure du terrain, à ¼ de mile au sud-est de la maison, date d'environ 1702 et est classé au grade II. En briques brunes avec un toit en ardoise, il compte deux étages et cinq travées en façade. Deux des bâtiments de ferme attenants, datant de 1883 à 1884, sont également classés. Depuis 2009, le Duché de Lancastre développe des dépendances à Crewe Hall Farm, notamment les deux bâtiments classés, en bureaux.
Plusieurs cottages du domaine près de Weston Lodge sont conçus par WE Nesfield entre 1860 et 1866 et font partie de ses premières œuvres,,. Ils incluent Stowford et Magnolia Cottages (1864-1865), que Nikolaus Pevsner décrit comme "joyeux et juste un peu Kate Greenaway "  Smithy Cottage (vers 1865) et Fir Tree Cottage (1865), tous répertoriés au grade II, ainsi qu'une ferme à colombages sur Weston Road. Plutôt que le manoir jacobéen ou ses intérieurs de la haute victorienne, leur style dérive des bâtiments des Home Counties, avec des tuiles suspendues, des crépis incisés, des pignons en demi-croupe et de hautes cheminées,,. Pevsner attribue à Nesfield l'introduction de ces fonctionnalités dans le Cheshire.

## Hôtel et domaine de Crewe

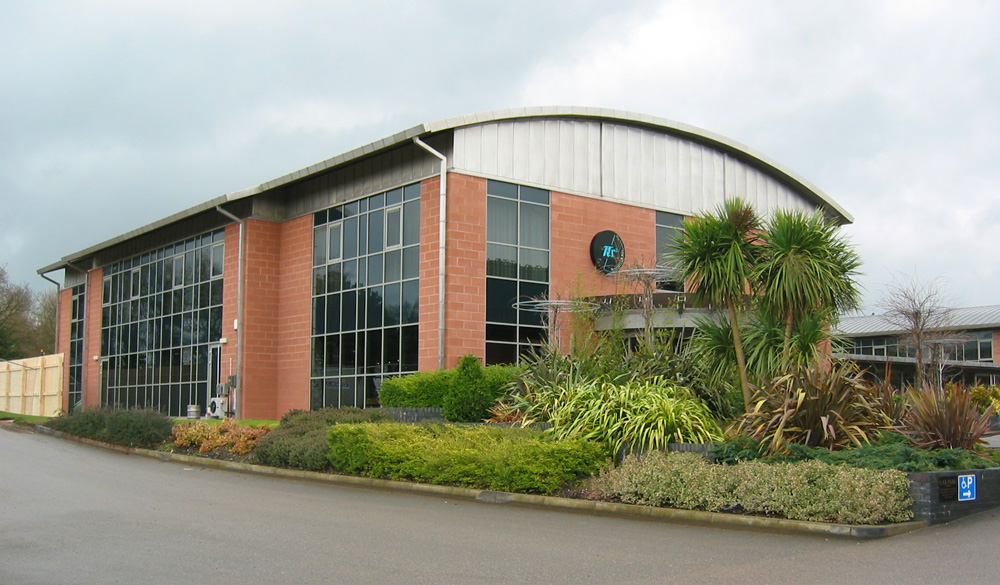
Brasserie Crewe Hall

Depuis 2019, Crewe Hall est un hôtel de la QHotels Collection, avec un restaurant, une brasserie, de vastes installations de conférence et d'événements, des courts de tennis et un club de santé, comprenant une salle de sport, un spa et une piscine. Il y a 117 chambres, dont 26 sont situées dans l'ancien bâtiment. La maison est autorisée pour les cérémonies de mariage civil. Le Duché de Lancastre conserve la propriété d'une grande partie du domaine d'origine, qui est principalement géré comme des fermes laitières et des bois, avec quelques développements commerciaux près de Crewe et à Crewe Hall Farm.

### Sources
- Allen, Michael, ed. (2006). An English Lady in Paris: The Diary of Frances Anne Crewe 1786 (St Leonards: Oxford-Stockley)  (ISBN 0-9552490-0-7) (and  (ISBN 978-0-9552490-2-0) pbk edition, 2011)
- Bisgrove, Richard (2008). William Robinson: The Wild Gardener (London: Frances Lincoln)  (ISBN 0-7112-2542-7)
- Chambers, Susan (2007). Crewe – A History (Chichester: Phillimore)  (ISBN 978-1-86077-472-0)
- Crosby, Alan (1996). A History of Cheshire (Chichester: Phillimore)  (ISBN 0-85033-932-4)
- Cruickshanks, Eveline; Handley, Stuart & Hayton, D.W. (2002). The House of Commons, 1690–1715 (Volume V) (Cambridge: Cambridge University Press)  (ISBN 0-521-77221-4)
- Curran, Howard; Gilsenan, Michael; Owen, Bernard & Owen, Joy (1984). Change at Crewe (Chester: Cheshire Libraries)  (ISBN 0-904532-08-9)
- de Figueiredo, Peter & Treuherz, Julian (1988). Cheshire Country Houses (Chichester: Phillimore)  (ISBN 0-85033-655-4)
- Dore, R.N. (1966) The Civil Wars in Cheshire (A History of Cheshire, Vol. 8; series editor: J.J. Bagley) (Chester: Cheshire Community Council)
- Fuller, Thomas (1840). The History of the Worthies of England (Vol. 1) (London: Thomas Tegg), retrieved on 11 March 2008
- Gladden, Ray (2005). Calmic at Crewe Hall (Crewe: Medica Packaging)
- Hinchliffe, Edward (1856). Barthomley: In Letters from a Former Rector to his Eldest Son (London: Longman, Brown, Green, and Longmans), retrieved on 25 January 2009
- Hodson, J. Howard (1978). Cheshire, 1660–1780: Restoration to Industrial Revolution (A History of Cheshire, Vol. 9; series editor: J.J. Bagley) (Chester: Cheshire Community Council)  (ISBN 0-903119-10-2)
- Moss, Fletcher (1910). The Fifth Book of Pilgrimages to Old Homes (Didsbury: F. Moss)
- Pevsner, Nikolaus & Hubbard, Edward (1971). The Buildings of England: Cheshire (Harmondsworth: Penguin Books)  (ISBN 0-14-071042-6)
- Ollerhead, Peter (2008). Crewe: History and Guide (Stroud: The History Press)  (ISBN 978-0-7524-4654-7)
- Robinson, John Martin (1991). A Guide to the Country Houses of the North-West (London: Constable)  (ISBN 0-09-469920-8)
- Scard, Geoffrey (1981). Squire and Tenant: Life in Rural Cheshire, 1760–1900 (A History of Cheshire, Vol. 10; series editor: J.J. Bagley) (Chester: Cheshire Community Council)  (ISBN 0-903119-12-9)
- Tigwell, Rosalind E. (1985). Cheshire in the Twentieth Century (A History of Cheshire, Vol. 12; series editor: J.J. Bagley) (Chester: Cheshire Community Council)  (ISBN 0-903119-15-3)
- Urban, Sylvanus (1866). Crewe Hall, with an illustration. The Gentleman's Magazine, NS I: 308–317.